# Apocalypse World
 (février 2023).
Si vous disposez d'ouvrages ou d'articles de référence ou si vous connaissez des sites web de qualité traitant du thème abordé ici, merci de compléter l'article en donnant les références utiles à sa vérifiabilité et en les liant à la section « Notes et références ».
En pratique : Quelles sources sont attendues ? Comment ajouter mes sources ?
Apocalypse World est un jeu de rôle de type narrativiste conçu par D. Vincent Baker (en) et Meguey Baker en 2010 (publié par Lumpley Games (en)), et édité en français en 2012 par La Boite à Heuhh.
Une seconde édition voit le jour en 2016, chez le même éditeur qu'à l'origine ; les changements de règles, par rapport à la première édition, sont d'ordre cosmétique. Elle n'est pas traduite en français.

## Principes généraux
Apocalypse World a un thème post-apocalyptique, mais pas d'univers défini ; ce sont les joueurs qui définissent le contexte durant la partie. La mécanique du jeu consiste à mettre en place des éléments permettant l'improvisation :
- la première séance, en début de campagne, est dédiée à la création du groupe et du cadre de campagne (contexte), par un jeu de questions croisées de type : « — On a des munitions ? — Je ne sais pas, tu les trouves où tes munitions ? », « Combien de personnes vivent dans la communauté ? Comment trouve-t-on la nourriture ? »…
- en cours de partie, ce qu'énoncent les joueurs et le meneur de jeu correspondent à des « actions » ou « manœuvres » (moves), par exemple pour les joueurs « Faire le point », « Agir face au danger », « Agresser quelqu'un »[2]:13.…
- le maître de cérémonie (MC, le meneur de jeu) prépare des « fronts » (des factions et leur plan d'action, ce qu'il vont faire au cours de la campagne), des « menaces » (événements soudains) et des « actions sur mesure » (événements spécifiques liés à un lieu).

Les personnages sont définis par un archétype (ange gardien, beauté fatale, chien de guerre…) qui possède ses propres actions spécifiques. Il dispose également de six attributs (cool, dur, sexy, rusé, zarb, historique) cotés de –1 à +3:9..
Certaines actions nécessitent un jet de dés (2d6), avec trois résultats possibles : échec (6 ou moins), réussite mitigée (« oui, mais… », entre 7 et 9), réussite totale (10 ou plus):6. ; le résultat peut être modifié par la valeur d'un attribut. Le jet de dé est là pour orienter la fiction ; en particulier, un échec ne signifie pas un blocage (obstacle infranchissable) mais un rebondissement, il oblige les joueurs à trouver une autre manière de progresser ou bien ajoute une complication à la situation.
Le fait de définir les « actions » des joueurs (et pas seulement des personnages) découle de l'application du principe de Baker-Care. C'est un outil supportant l'improvisation. Le système est pensé de manière concentrique : lorsque les joueurs annoncent l'intention de leur personnage, le MC examine, dans cet ordre (en progressant vers le cœur du système) :
- les actions spécifiques à la situation, au lieu, les actions optionnelles ;
- les actions spécifiques aux livrets de personnages, les menaces et les fronts ;
- les actions de bases (communes à tous les personnages) et les actions du MC ;
- les principes généraux du MC ;

il détermine ainsi quelle action mettre en œuvre, quelle mécanique de jeu va supporter la poursuite du développement de la fiction.

## Récompenses
Apopcalypse World a reçu le Grog d'or 2013, décerné par le Guide du Rôliste Galactique.

## Powered by the Apocalypse
Powered by the Apocalypse (PBTA), traduit en français par « motorisé par l'Apocalypse » ou « propulsé par l'Apocalypse », désigne le moteur du jeu Apocalypse World ; les jeux en eux-mêmes sont souvent qualifiés « d'apocalypseries ». La mise en œuvre exacte du système varie selon les jeux, mais on retrouve les points suivants :
- lorsqu'un personnage tente d'agir de manière incertaine et risquée, le joueur ou le meneur de jeu rattache la situation à une action (move) ; il s'ensuit en général un jet de dés, en général 2d6 auxquels on ajoute un modificateur (bonus ou malus) et que l'on compare à des seuils ;
- les jets de dés servent à orienter la narration, l'évolution de l'histoire ; il n'y a pas d'échec qui mène à une impasse mais une gradation : « les événements se déroulent comme le veulent les joueurs » (réussite), « les personnages arrivent à leurs fins mais des complications surgissent » (« oui, mais… »), « une complication vient contrecarrer les plans des personnages » (échec) ; concrètement, selon le seuil atteint, le joueur et/ou meneur de jeu peut avoir recours à des actions subséquentes ;
- les parties font la part belle à l'improvisation ; le meneur de jeu s'appuie sur des factions et leurs objectifs qu'il a préparé (fronts) et sur les éléments narratifs prévus dans les règles (actions, moves) pour faire avancer l'histoire.

La forme peut être assez différente de l'original. Par exemple, dans le jeu Libreté, les actions sont appelées « enfantillages » et un jet de dés élevé n'indique pas une réussite totale mais que le personnage est allé trop loin, trop fort dans son action.
Quelques jeux « motorisés » par l'Apocalypse
- Avatar Légendes (Magpie Games, 2022 - Arkhane Asylum Publishing, 2024, en français), jeu de rôle situé dans l'univers d'Avatar, le dernier maître de l'air des studios Nickelodeon[7] ;
- Berlin XVIII V4 (version PBTA écrite par Khelren[8], 500NDG éditions, 2018), jeu de rôle policier, cyberpunk ;
- City of Mist, un jeu de rôle contemporain de fantasy urbaine ;
- Dungeon World (Sage LaTorra et Adam Koebel, Sage Kobold Prod./Narrativiste, 2012), une déclinaison du jeu pour les univers médiévaux-fantastiques ;
- Advanced Dungeon World (Magimax, 2016), version élaborée de Dungeon World (en français) pour y restituer une atmosphère proche des premiers jeux de rôle (AD&D, AD&D2…) ;
- Libreté (Vivien Féasson, Sycko, 2017), dans lequel on joue des enfants isolés dans une cité avec une ambiance proche de Sa Majesté des mouches ;
- Masques: une nouvelle génération[9] (Brendan Conway, trad. Guy Blavin 2017, publié chez 500NDG), dans un univers de super-héros, inclusif ;
- Medieval Mayhem (jeu français par Xavier Raoult, 2016, publié chez 500NDG), inspiré par les anime med-fan aussi bien classiques (Lodoss, Slayers, Escaflowne) que récents ;
- Monsterhearts (en) (Avery Alder McDaldno, Buried Without Ceremony, 2012) ;
- Monster of the Week (Michael Sands, Generic Games, 2012), une déclinaison « chasseurs de monstres » façon Supernatural ou Buffy contre les vampires ;
- Murderous Ghosts (D. Vincent Baker (en), Night Sky Games) ;
- Nanoworld: a Game of Clones (Fine Mess Games) ;
- Sagas of the Icelanders (Elin Dalstål, Sage LaTorra, Ezio Melega, Jason Morningstar et Gregor Vuga, Red Mose Games, 2013; VF aux éditions 500NDG, 2018) ;
- The Sprawl (Hamish Cameron, Ardens Ludere, 2015), une déclinaison cyberpunk ;
- The Sundered Land (Lumpley Games) ;
- Tremulus (Sean Preston, Reality Blurs), inspiré de l'univers de H.P. Lovecraft ;
- Troublemakers (James Mullen; VF par Thomas Pereira pour 500NDG), jeu inspiré par des films, séries télé et livres, avec notamment Les Goonies, ET: l’Extra-Terrestre, The Monster Squad, Stranger Things, etc. ;
- Uncharted Worlds (Sean Gomes, 2015), une déclinaison dans le genre du space opera ;
- Urban Shadows (Andrew Medeiros et Mark Truman Diaz, Magpie Games, 2015; VF par Nicolas Schott, 2016, pour 500NDG), une déclinaison dans le genre de la fantasy urbaine ;
- Worlds in Peril (Kyle Simons, Adam Bosarge et Jason Faulk), dans un univers de super-héros ;
- World Wide Wrestling (Nathan D. Paoletta, édité par Indy Circuit playtest edition; Démo jouable en VF par Thomas Rogeau, pour 500NDG, 2016), sur la thématique des combats de catch.